# Henry Chinaski
Henry Charles „Hank“ Chinaski ist das literarische Alter Ego des US-amerikanischen Schriftstellers Charles Bukowski und Hauptdarsteller vieler seiner Kurzgeschichten und Romane sowie der Kinofilme Barfly und Factotum.
Da Chinaskis Biografie auf dem Leben Bukowskis basiert, ist es schwierig, eine Grenze zwischen Chinaski und Bukowski zu ziehen. Chinaski könnte als das literarische Geheimnis von Bukowskis Schreibkunst gelten: die Intimität und Poetik des Autors verkleidet als das aufgeblähte Ego eines Groschenroman-Helden.

## Chinaski in der Hauptrolle
Auswahl an Werken, in denen die Figur Henry Chinaski auftaucht (in der Originalsprache):

### Bücher
- Confessions of a Man Insane Enough to Live With the Beasts (1965)
- Post Office (1971)
- South of No North (1973)
- Factotum (1975)
- Women (1978)
- Ham on Rye (1982)
- Hot Water Music (1983)
- Hollywood (1989)
- Septuagenarian Stew (1990)
- Pulp (kurze Erwähnung in Bukowskis letztem Roman)

### Filme
Chinaski wird im Spielfilm Barfly von Mickey Rourke dargestellt, sowie in Factotum – einer Verfilmung von Bukowskis gleichnamigem Buch – von Matt Dillon. Außerdem ist Chinaski im niederländischen Kurzfilm De Blauwe Bus von 2009 zu sehen, wo Jan Mulder seine Rolle spielte.

## Rezeption
Die tschechische Rockband Chinaski hat sich nach der Figur benannt. Im Berliner Stadtteil Wedding gibt es seit 2023 außerdem eine Bar mit dem Namen Hank Chinaski.